# Брно-околиця (округ)
Брно-околиця (чеськ. Okres Brno-venkov) — адміністративно-територіальна одиниця в Південноморавському краї Чеської Республіки. Адміністративний центр — місто Брно. Площа округу — 1 498,95 кв. км., населення становить 215 311 осіб.
До округу входить 187 муніципалітетів, з котрих 13 — міста.